# ریچارد میل
ریچارد میل (انگلیسی: Richard Mille) یک مارک ساعت‌سازی لوکس سوئیسی است که در سال ۲۰۰۱ توسط دومینیک گنات و ریچارد میل تأسیس شد. این کارخانه در لس برلوکس، سوئیس مستقر است.